# Šušure
Šušure (Servisch cyrillisch Шушуре) is een plaats in de Servische gemeente Sjenica. De plaats telt 25 inwoners (2002).